# サナト・クマーラ
サナト・クマーラ、サナートクマラ、サナット・クマラ、サナト・クマラ（Sanat Kumāra）は、ヒンドゥー教の神話・説話に登場する賢人にして、ブラフマーの精神から生まれた四人のクマーラ（チャトゥルサナ）の一人である。
近代神智学では、1850万年前に金星から、地球のロゴス（地球の創造主、神）の、物質界における代理人としてやってきた霊的指導者マハトマである。「世界君主」として、マハトマの頂点に位置して、人類を含めた全ての生命体の「進化」を統括しているとされる。

## ヒンドゥー教とジャイナ教におけるサナト・クマーラ
サナト・クマーラとはサンスクリット語で「永遠の若者」を意味する。
ヒンドゥー教の宗教文書『チャーンドーギヤ・ウパニシャッド』7章ではリシ・ナーラダとの対話篇が記述されている。『ラーマーヤナ』でも彼の名やエピソードが挙げられ、『シヴァ・プラーナ』には「サナト・クマーラ・サンヒター」と呼ばれる部分がある。
ジャイナ教では神である。
神智学的観点の影響を受けた人々の主張によれば、ひとを引き付け、全ての信仰信条の人々を団結させるサナト・クマーラのための神殿はスリランカのカタラガマにある聖地に位置している。

## 近代神智学
サナト・クマーラ（以下、近代神智学の記述に従い、サナット・クマラとする）は、近代神智学提唱者であるヘレナ・P・ブラヴァツキーが言及し、炎の主方に属するとしたが、その説明は簡素であり、後に、神智学協会から分派したアルケイン・スクールのアリス・ベイリーやシェア・インターナショナルの創始者ベンジャミン・クレームなどが発展させ、詳細な設定を追加した。
- サナット・クマラは、地球の惑星ロゴス（地球の創造主、神）の、物質界における反映の任を司るために、1850万年前に金星からやって来たとされる。サナット・クマラは、当時から現在までも、エーテル体を纏っている。
- サナット・クマラは、104人のクマラ方と共に地球に到来した。クマラ方は、炎の天主方などとも呼ばれる。105人のクマラ方の内、現在では4人だけが地球に留まっている。即ち、サナット・クマラと、「活動の仏陀 (プラチエカ仏陀)」などと呼ばれるクマラ方の3人とである。
- サナット・クマラは、グレート・ホワイト・ブラザーフッドを創設し、そのリーダーである。モンゴルのゴビ砂漠上空の、エーテル界の上位亜界に、地球のエネルギー・センター（中心）、人間における頭頂チャクラに相応する「シャンバラ」を発生させ、本拠地としてそこに住む。
- サナット・クマラが地球にやって来た当時の1850万年前は、人間は動物としては完成していたが、まだ本当の人間ではなかった。つまり、動物としての魂が宿る器に過ぎず、人間としての魂が宿る器ではなかった。
- サナット・クマラは炎の主方と共に、人間としての進化の道にいる魂を、人間として転生させるために、動物人間であった地上人類の進化を促進したとされる。これにより、地上人類は本当の意味で人間となったとされる。
- サナット・クマラは、第3段階以上のイニシエーションを司る。第2段階までは、マイトレーヤが司る。

## 日本におけるサナト・クマーラ
日本語では「サナト・クマラ」「サナート・クマラ」とも表記され、ニューエイジの文脈やファンタジーにおいて護法魔王尊と同一視されることが多い。
京都鞍馬山の鞍馬寺はもともと毘沙門天を祀っていたが、現在は毘沙門天・千手観世音・護法魔王尊の三尊が一つになった尊天をまつる、新宗教・鞍馬弘教の総本山となっている。鞍馬はクマラの転化とされる。立教後の説明では、護法魔王尊が650万年前に金星からやってきたとされるなど、近代神智学の教義の影響がみられる。
近代神智学を日本に紹介した三浦関造はサナト・クマーラと法華経に登場する上行菩薩を同一視している。